# 28
28 (XXVIII) fue un año bisiesto comenzado en jueves del calendario juliano, en vigor en aquella fecha. En el Imperio romano, era conocido como el Año del consulado de Silano y Nerva (o menos frecuentemente, año 781 Ab urbe condita). La denominación 28 para este año ha sido usado desde principios del período medieval, cuando la era A. D. se convirtió en el método prevalente en Europa para nombrar a los años.

## Acontecimientos
- Silano y Nerva son cónsules del imperio romano.
- Las legiones romanas en Germania son transportadas por la flota a la fortaleza de Flevum en el Rin para operar contra los rebeldes frisones.
- Los frisios negocian un tratado con los romanos en el río Rin, evitando la conquista.

## Nacimientos
- Emperador Ming de Han.